# メカニック (2011年の映画)
『メカニック』（原題: The Mechanic）は、2010年に製作され、2011年に公開されたアメリカ映画。1972年のチャールズ・ブロンソン主演のアクション映画『メカニック』のリメイク作品である。2016年には、続編『メカニック:ワールドミッション』が製作された。

## ストーリー
どんな相手でも依頼があれば必ず仕留める凄腕の殺し屋＝「メカニック」のアーサー・ビショップ（ジェイソン・ステイサム）。
彼はある日、雇い主から、自分に殺しの技術を教えてくれた恩人であり友人のハリー・マッケンナ（ドナルド・サザーランド）を殺すように依頼される。聞くと、南アフリカで行われる予定だった暗殺計画をハリーが裏切って外部に漏らし、5人の殺し屋が返り討ちにあって死んだからだという。
アーサーは一旦は拒絶するものの、依頼通りにハリーを暗殺する。父が何者かに殺されたことを知ったスティーヴ・マッケンナ（ベン・フォスター）は、仇を取るために自分をメカニックにしてくれ、とアーサーに弟子入りを志願する。

## 登場人物
アーサー・ビショップ
演 - ジェイソン・ステイサム
殺し屋。殺人の痕跡を残さないといわれる一流の腕を持つ孤高な人物。成り行きからスティーブを弟子にする。
スティーヴ・マッケンナ
演 - ベン・フォスター
ハリーの息子。気が荒く、人を半殺しにして勤め先を解雇されたことがある。
ディーン・サンダーソン
演 - トニー・ゴールドウィン
裏社会の人間。
ハリー・マッケンナ
演 - ドナルド・サザーランド
スティーブの父親。アーサーに殺しの技術を教えた恩人であり友人。しかし、仕事の都合でアーサーに殺害される。現在は借金まみれで妻とは離婚していた。
セバスチャン
演 - デヴィッド・リーチ
殺し屋。アーサーと面識がある。
フィンチ
演 - マーク・ナッター
ディーンの仲間。
バーク
演 - ジェフ・チェイス
殺し屋。ゲイ。スティーブに殺害される。
サラ
演 - ミニ・アンデン
アーサーがバーで出会った女性。

## キャスト
| 役名                   | 俳優                           | 日本語吹替   |
| ---------------------- | ------------------------------ | ------------ |
| アーサー・ビショップ   | ジェイソン・ステイサム         | 山路和弘     |
| スティーヴ・マッケンナ | ベン・フォスター               | 板倉光隆     |
| ディーン・サンダーソン | トニー・ゴールドウィン         | 上別府仁資   |
| ハリー・マッケンナ     | ドナルド・サザーランド         | 糸博         |
| サラ                   | ミニ・アンデン                 | 行成とあ     |
| ヘンリー               | ランス・ニコルズ               | 山内健嗣     |
| フィンチ               | マーク・ナッター               | 遠藤大智     |
| レイモンド             | ジョシュア・ブリッジウォーター | 江藤博樹     |
| キャリバン             | J.D.エヴァーモアー             | 中西としはる |
| バーク                 | ジェフ・チェイス               | 北村謙次     |
| ヴォーン               | ジョン・マッコーネル           | かぬか光明   |
| ラルフ                 | スチュアート・グリアー         | 真矢野靖人   |
| ケリー                 | クリスタ・キャンベル           | 冨樫かずみ   |
| セバスチャン           | デヴィッド・リーチ             | 佐野康之     |
| フィンチの妻           | ララ・グライス                 | 岡田恵       |

## 参考
アーサーがLPレコードをかけて聴くのは、シューベルト：ピアノ三重奏曲第2番の第2楽章。冒頭ではピアノ独奏版に編曲されている。ラストでスティーヴ・マッケンナを爆死させる時の仕掛けも同曲だが、こちらは三重奏で演奏されている。